# Spencer County (Indiana)
Spencer County is een county in de Amerikaanse staat Indiana.
De county heeft een landoppervlakte van 1.033 km² en telt 20.391 inwoners (volkstelling 2000). De hoofdplaats is Rockport.

## Bevolkingsontwikkeling

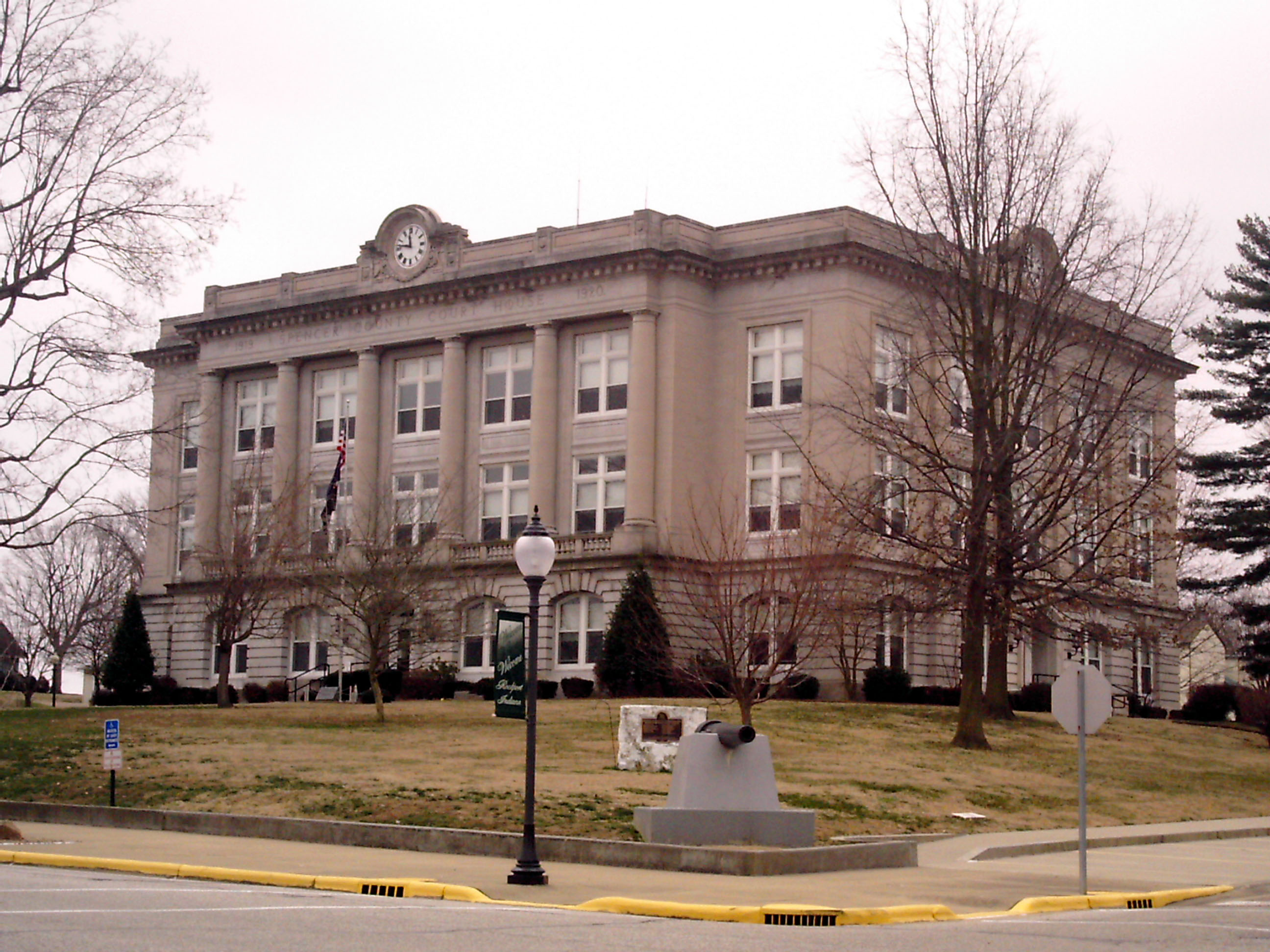
Spencer County Courthouse